# دیپلم دبیرستان
دیپلم دبیرستان مدرکی است که نشان دهنده پایان موفقیت‌آمیز دوره دبیرستان برای دانش آموزان است. در کانادا و ایالات متحده، دیپلم دبیرستان حداقل مدرک مورد نیاز برای احراز مشاغل دولتی است. در گذشته در نظام آموزشی ایران دیپلم دبیرستان پس از ۱۲ سال تحصیل موفقیت‌آمیز به دانش آموزان ارائه می‌شد و مورد قبول همه کشورهای جهان بود. دیپلمی که تا سال ۹۶ پس از ۱۱ سال تحصیل ارائه می‌شد مورد قبول کشورهای توسعه یافته نبود. از سال ۹۶ به بعد اخذ دیپلم بار دیگر ۱۲ ساله طول می‌کشد و با دیپلم کشورهای توسعه یافته همخوانی دارد. .